# Ана Да Сильва
Ана да Сильва — музыкант, наиболее известная как одна из основателей пост-панк-рок-группы The Raincoats.

## Биография
В 1984 году Ана записала бэк-вокал для сингла «Bachelor Kisses» группы Go-Betweens.
После распада The Raincoats она стала сотрудничать с барабанщиком группы This Heat Чарльзом Хейвордом. Однако их дуэт, получивший название Roseland, оставил после себя лишь несколько демозаписей.
Да Силва также писала музыку для постановок хореографа Гэби Агиса.
Позднее Ана сосредоточилась на живописи и работе в антикварном магазине в Лондоне. В это время она познакомилась с Куртом Кобейном, который был давним поклонником The Raincoats и убедил компанию DGC Records переиздать бэк-каталог группы.